# Хобот

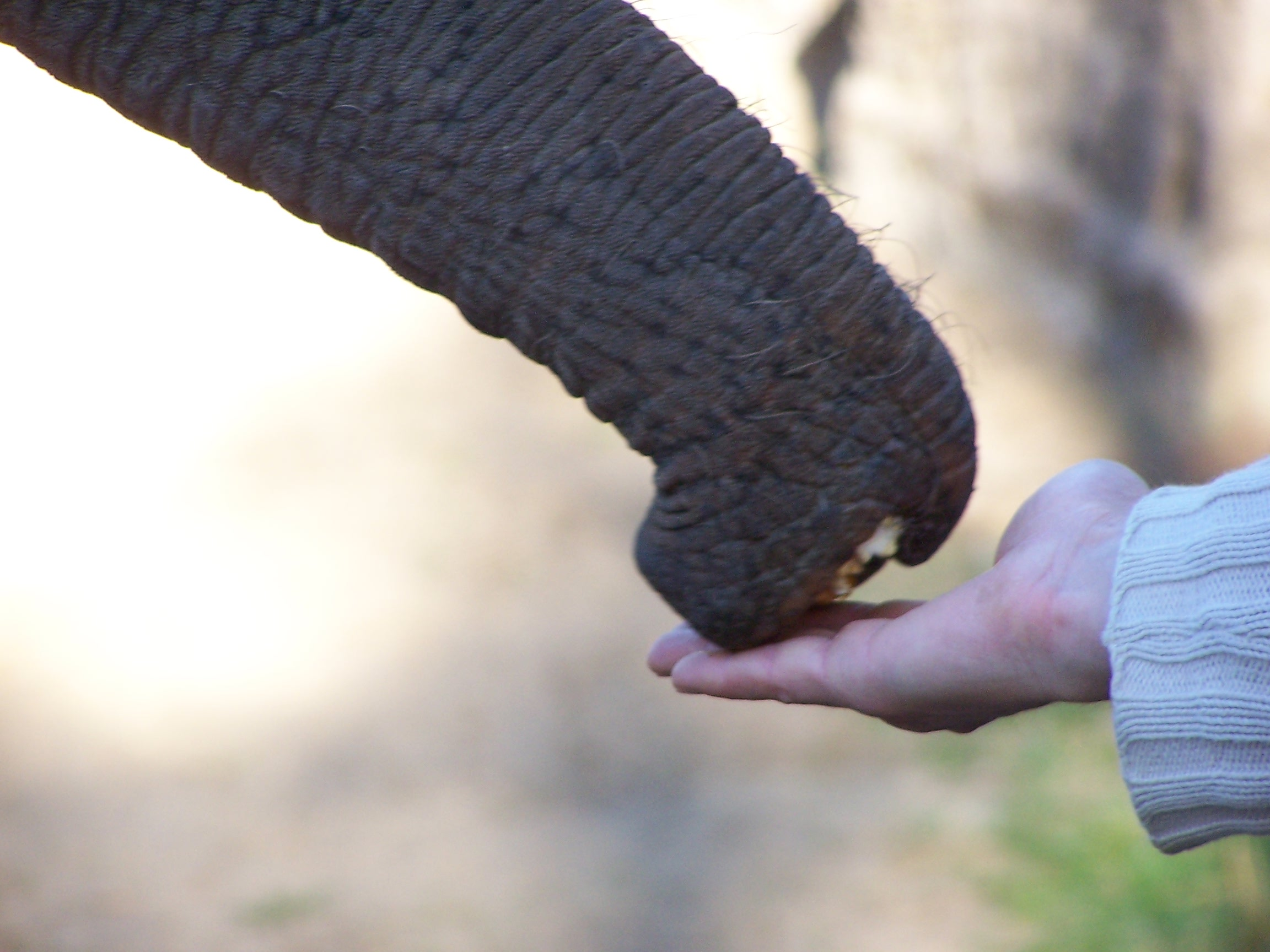
Кончик хобота слона

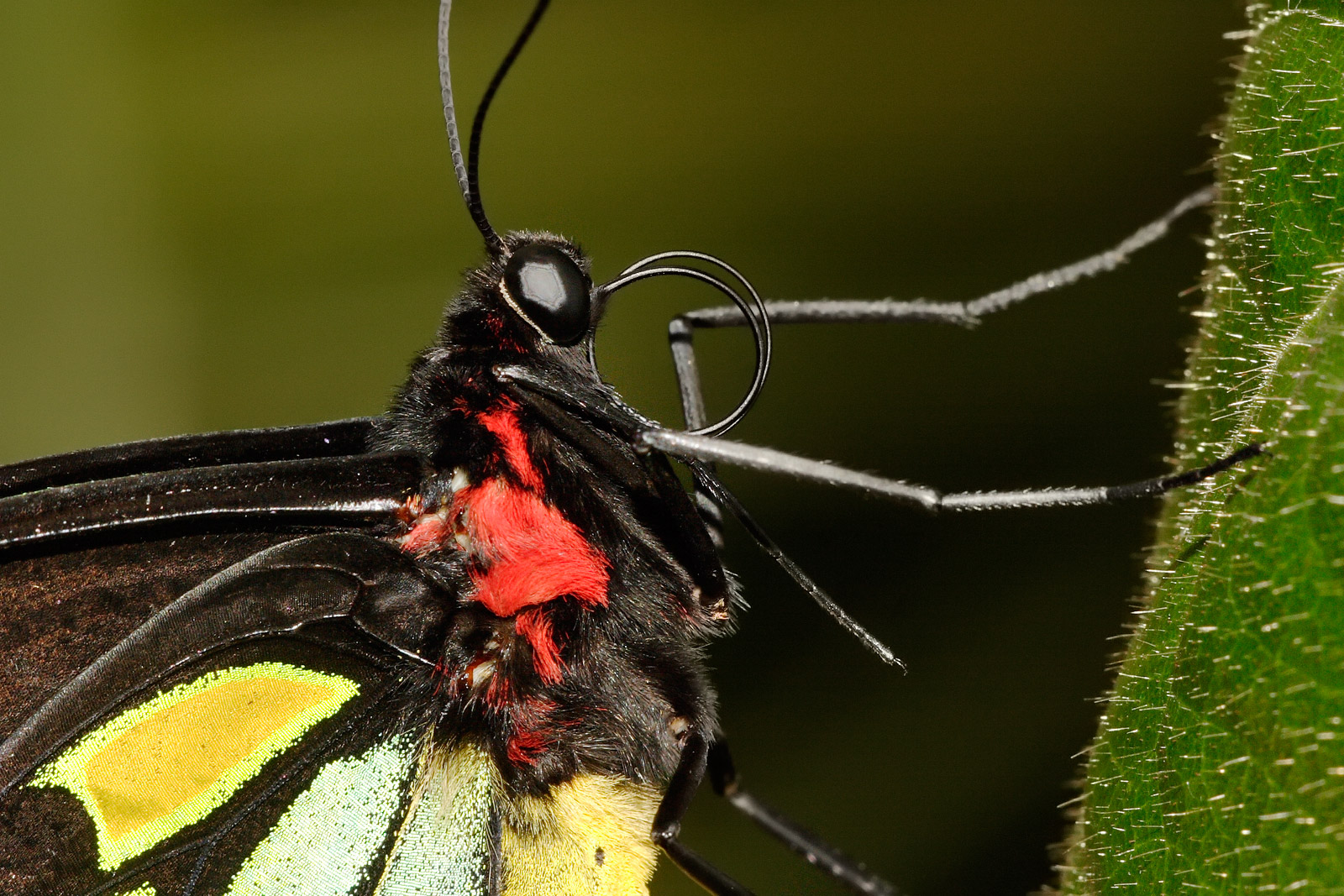
Хоботок бабочки

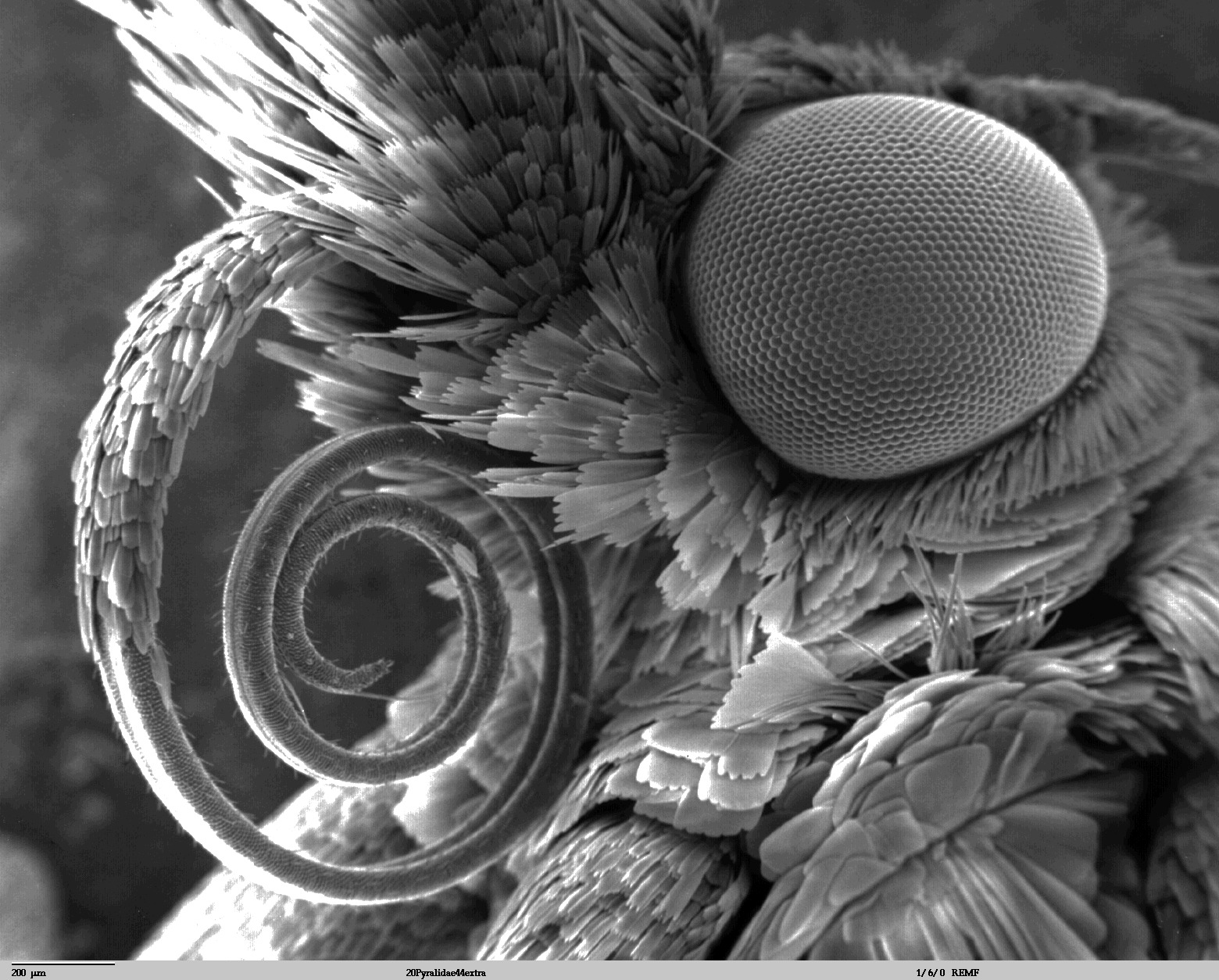
Хоботок бабочки под микроскопом

Хо́бот, или хобото́к (лат. proboscis; от др.-рус. хобот — «хвост змеи, лошади») — непарный вырост на переднем конце тела животного, обычно обладающий подвижностью (способностью изгибаться и/или втягиваться). Термин используется в качестве общего названия для негомологичных органов у многих групп организмов.

## Хоботпозвоночных

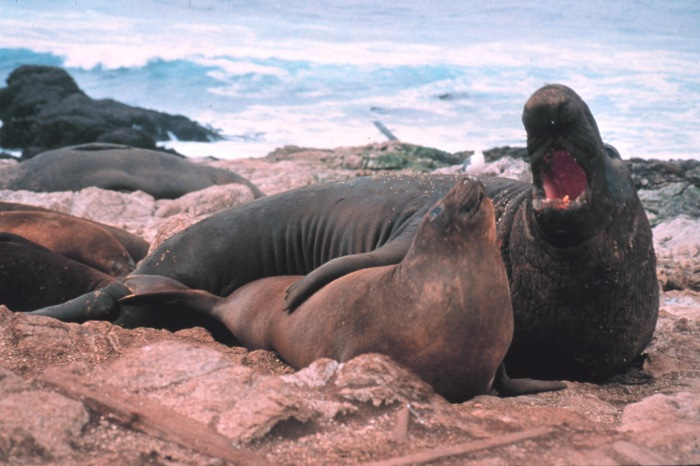
У морского слона небольшой хобот свойственен только самцу и отсутствует у самки

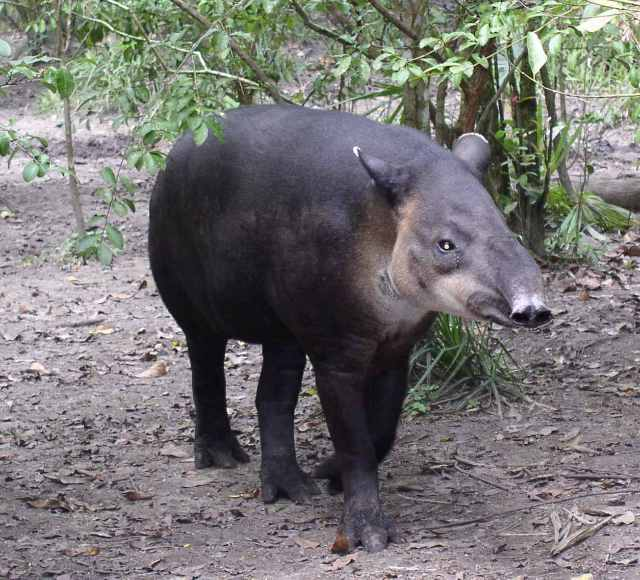
Тапиры имеют небольшой, но очень подвижный хоботок, который оканчивается пятачком

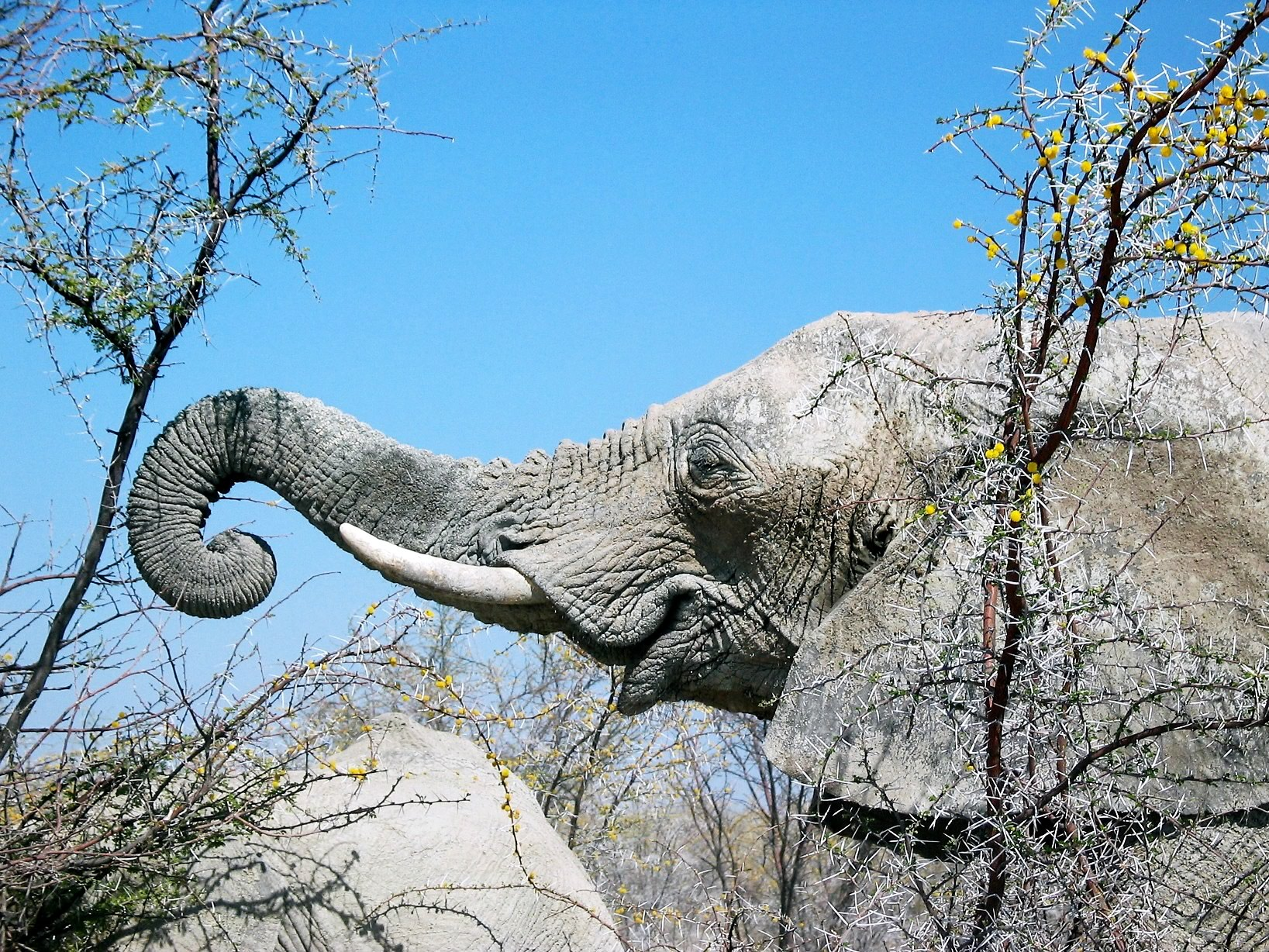
Слон объедает ветки с дерева

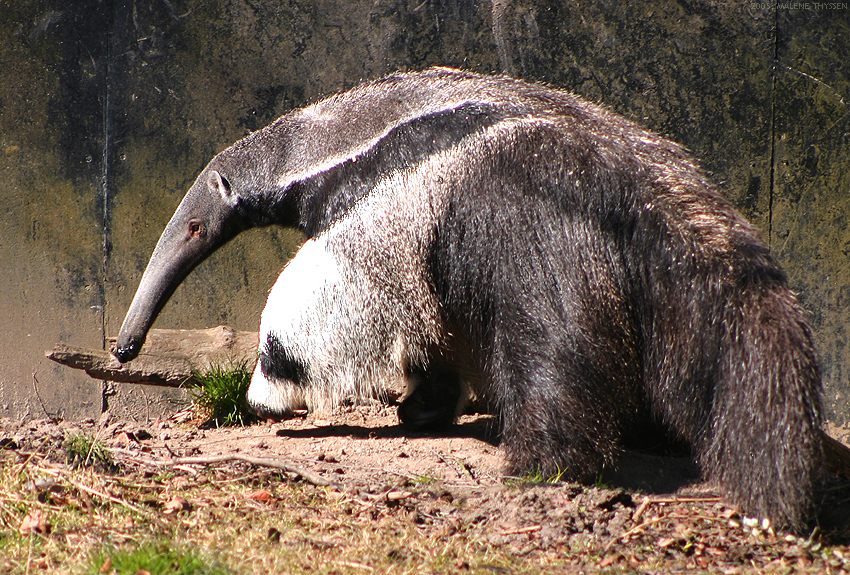
Мордочка муравьедов заканчивается коротким хоботком приспособленным к поеданию насекомых

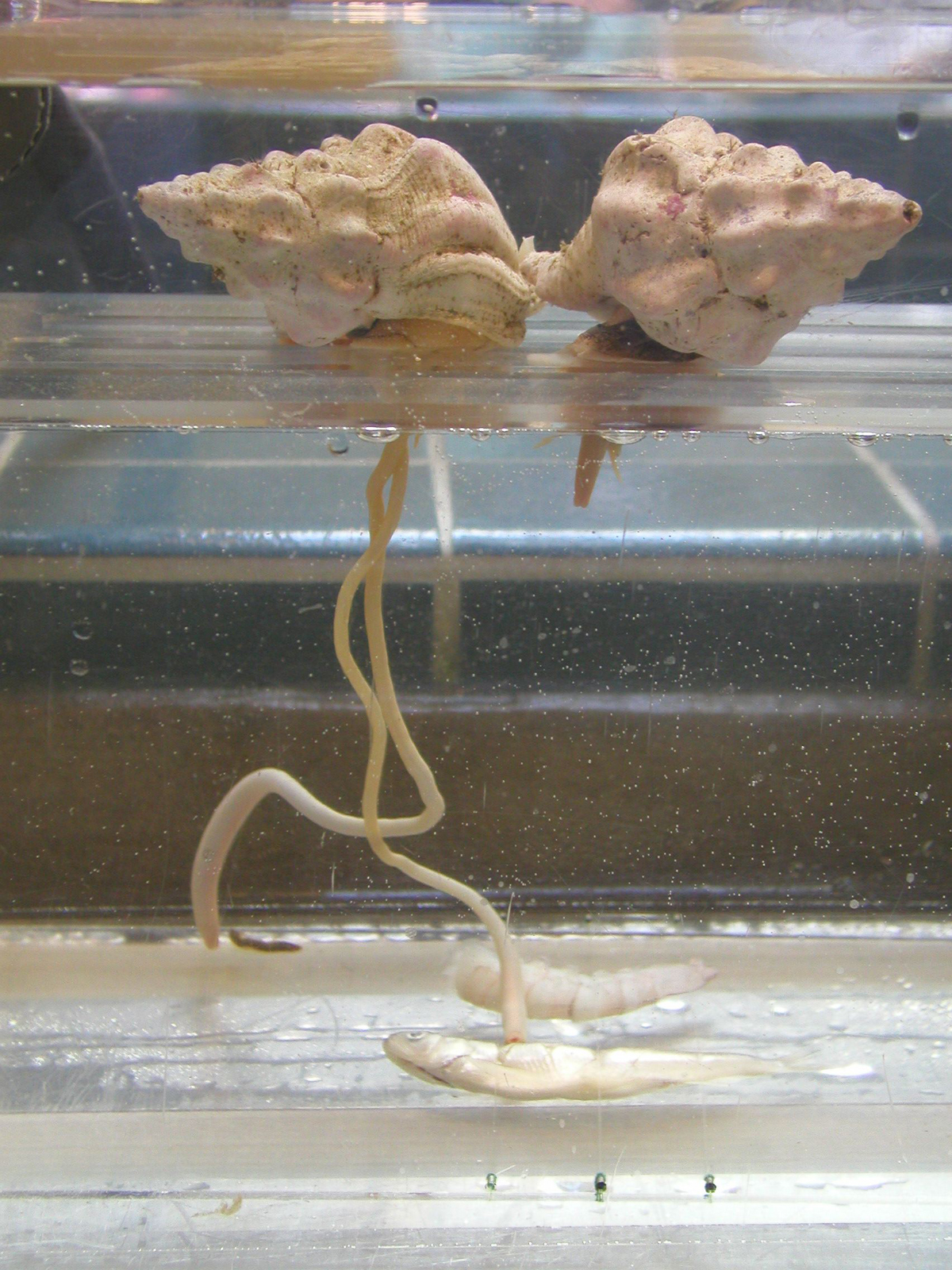
Морские улитки вида Kelletia kelletii в аквариуме. Одна из них питается мертвой рыбой, используя длинный цепкий хобот

Хобот у позвоночных представляет вытянутую носовую часть с ноздрями на конце и иногда достигает значительной длины и подвижности, как например у хоботных. Небольшой подвижный хобот имеют некоторые черепахи, а из млекопитающих некоторые землеройки, прыгунчиковые, выхухоли, тапиры и другие. Впрочем, у многих других млекопитающих нос слегка удлинён и отличается значительной подвижностью, так что между подвижным носом и хоботом трудно провести границу. У выхухолей хобот поддерживается двумя тонкими хрящевыми трубками и приводится в движение 5 мышцами. У слона хобот снабжён пальцеобразным отростком на конце (у африканского — двумя). Жорж Кювье насчитывал в нём до 40 000 отдельных мышечных пучков (продольных и кольцевых). Хоботы слонов, с их множеством мускулов, развились в тонкочувственные хватательные органы, позволяющие срывание и листьев с деревьев, и травы в степях. Слон не может опускать голову до земли, и хобот является весьма важным органом в его жизни. У морского слона из ластоногих небольшой хобот свойственен только самцу и отсутствует у самки.

## Хоботтурбеллярий
Среди турбеллярий имеется целое семейство[какое?], у которых на переднем конце расположен хобот, вероятно, являющийся органом осязания. Он представляет собой во втянутом состоянии ямку, выстланную наружным эпителием и окруженную слоем мускулатуры. Непосредственно к покровам примыкают мышцы, которых сокращение вызывает втягивание хобота и потому называемые ретракторами. Снаружи от этого слоя имеется другая мышечная оболочка, в виде мешка, облегающая первую и вызывающая своим сокращением вытягивание хобота. Физиологически этот слой занимает следующие мышцы, вытягивающие хобот и называемые протракторами.

## Хоботскребнейиленточных червей
У паразитирующих в кишечнике позвоночных скребней и ленточных червей хоботом называют расположенный на переднем конце орган прикрепления, обычно вооружённый крючьями.

### Скребни
У скребней имеется на переднем конце тела короткий хобот, вооружённый многочисленными шипами и крючками и окруженный мускулистым влагалищем. От хобота отходит ретрактор, который, по выходе из влагалища, продолжается в два ретрактора влагалища (брюшной и спинной), присоединяющиеся к продольной мускулатуре.

### Ленточные черви
Хоботком ленточных червей называют переднюю часть сколекса несущую прикрепительное вооружение в виде крючьев, присосок или ботриев. Эта структура имеет большое значение для цестод, недавно попавших в просвет кишечника окончательного хозяина. У зрелой стробилы прикрепление осуществляется в основном за счёт микротрихий.

## Хоботэхиурид
Представляет собой модифицированную предротовую лопасть — перистомиум. Часто хоботок довольно длинный, иногда дистальный его конец разделён на две лопасти (Bonellia viridis). Составлен ресничным эпителием, развитой соединительной тканью и сложной системой простомиальных мышц. Используется обитающими в толще грунта червями для сбора пищи с поверхности. В основании хобота находится рот.

## Хоботголовохоботных,сипункулидикишечнодышащих
У приапулид и сипункулид хоботом называется передний конец тела, обладающий способностью втягиваться при помощи четырёх ретракторов и выпячиваться вследствие сокращения всего тела. На этом конце находится ротовое отверстие, окружённое щупальцами (у сипункулид), и поверхность хобота может быть усажена шипами (у приапулид).
У кишечнодышащих (Enteropneusta) весь передний отдел тела, лежащий впереди рта и отделённый от следующей части (воротника) узкой перетяжкой, носит название хобот. Внутри его залегают многие органы.

## Хоботпиявокиполихет
Хобот пиявок и полихет — мускулистая, способная выворачиваться глотка, иногда несущая несколько хитиновых челюстей. Молниеносно выворачивающаяся глотка хищных полихет позволяет им питаться даже очень подвижными организмами. Представляет собой один из многих вариантов организации пищедобывающего аппарата кольчатых червей.

## Хоботчленистоногих

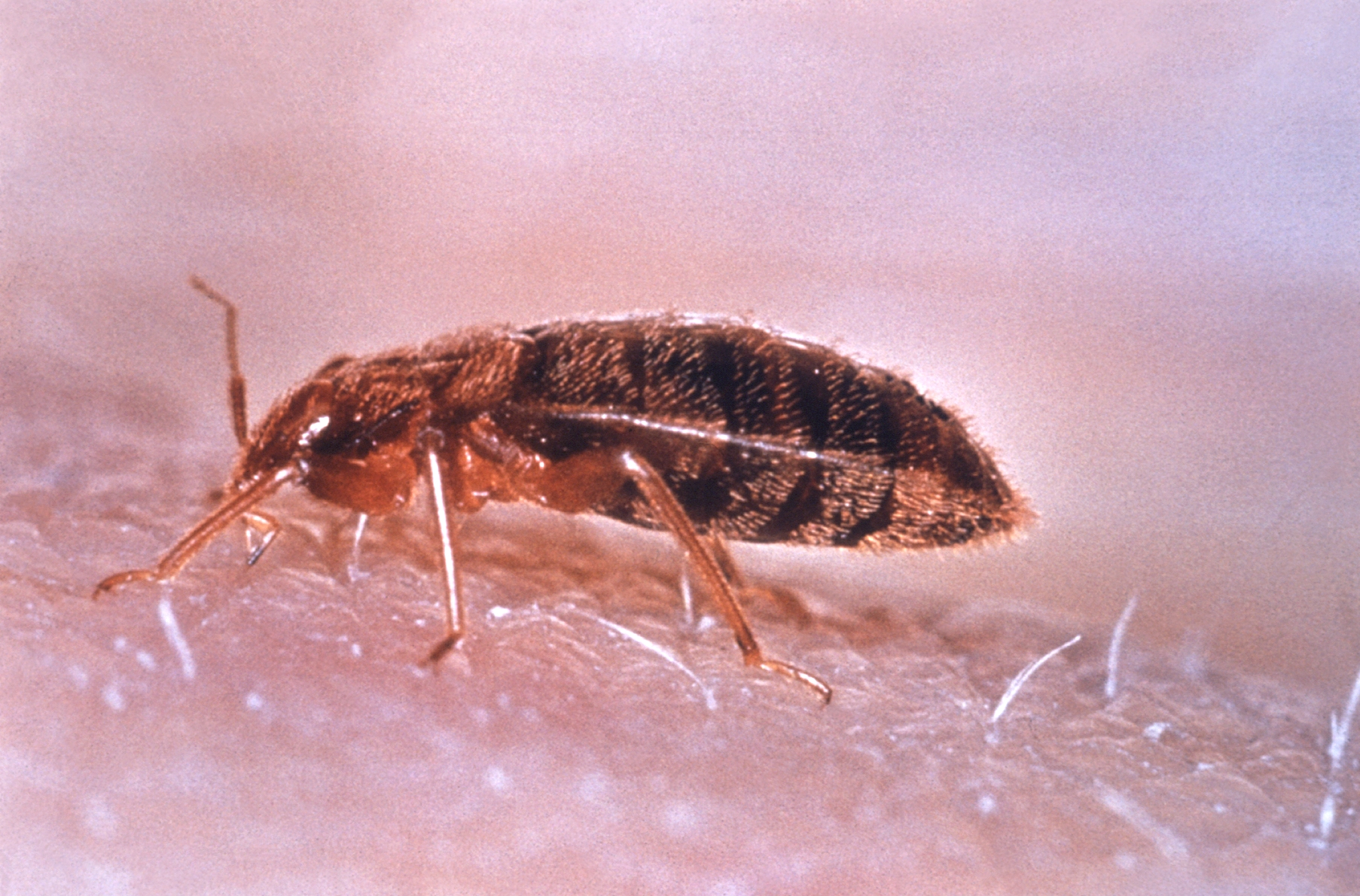
Постельный клоп. От переднего края головы отходит хоботок, приспособленный для прокола тканей и сосания крови

У членистоногих под именем хобота описываются ротовые части различного морфологического значения. У Pantopoda это выступ переднего сегмента, иногда довольно длинный и несущий на конце ротовое отверстие. Соответствует ли хобот Pantopoda приротовым конечностям, сросшимся вместе, не выяснено. Что касается сосущих насекомых и клещей, то там хобот, несомненно, является результатом модификации тех или других конечностей.

## Хоботнемертин
Хобот немертин представляет собой способное выворачиваться впячивание покровов, служащее для добывания пищи. Эпителий хобота структурно связан с эпителием ринхоцеля (влагалища хобота) — непарной полости в передней части тела червя. Втягивание хобота в тело происходит на счёт действия мускула-ретрактора располагающегося в ринхоцеле, а выбрасывание за счёт сокращения кольцевых мышц ринхоцеля.

### Вооружённые немертины
Хобот вооружённых немертин (класс Enopla) не имеет отдельного отверстия, поэтому функцию ринхопоры выполняет ротовое отверстие, которое ведёт в объединённую полость передней кишки и хобота. Впячивание хобота отходит от этой полости независимо от кишечника (над ним). Хобот вооружённых немертин имеет сложное строение. Выделяют три отдела: передний (выворачивающийся отдел со сравнительно широким просветом), стилетный (с ещё более широкий просветом, в который выставлен один или несколько стилетов) и задний (отдел с узким просветом, никогда не выворачивается). При срабатывании хобот выворачивается до стилетного отдела и протыкает стилетом покровы жертвы. В этот момент из заднего отдела поступает ядовитый секрет, парализующий и убивающий жертву.

### Невооружённые немертины
У невооружённых немертин (класс Anopla) хобот открывается отдельным отверстием расположенным терминально на переднем конце тела. Он не разделён на отделы и во ввёрнутом состоянии представляет собой длинную полую трубку, часто лишь ненамного менее длинную, чем всё тело. Невооружённые немертины не имеют стилетов, и их хобот не прокалывает покровы жертвы, а опутывает её целиком. Тем не менее, у некоторых видов на поверхности хобота присутствует вооружение (папиллы и шипы), а клетки его эпителия выделяют яд, обездвиживающий жертву. Хобот некоторых представителей разветвлён.